# Лашва-Плива
Великая жупа Лашва-Плива (хорв. Velika župa Lašva-Pliva), также великая жупа Лашва-Рама (хорв. Velika župa Lašva-Rama) — административно-территориальная единица Независимого государства Хорватии, существовала в период с 5 июля 1944 по 8 мая 1945 года на территории современной Боснии и Герцеговины. Административный центр — Травник, с 5 декабря 1944 года — Зеница.
Гражданской администрацией административно-территориальной единицы руководил великий жупан, назначавшийся поглавником Хорватии Анте Павеличем.
Великая жупа Лашва-Плива имела деление на «котарские области» (хорв. kotarske oblasti), названные по их административными центрами:
- Бугойно
- Варцар-Вакуф
- Гламоч
- Жепче
- Зеница
- Купрес
- Травник
- Яйце

Кроме того, в отдельную административную единицу был выделен город Травник.
С реорганизацией великих жуп Независимого государства Хорватии на основании Постановления о великих жупах от 5 июля 1944 великая жупа Плива и Рама была расформирована, а территории, ранее входившие в её состав, были объединены с территориями также расформированной великой жупы Лашва-Глаж; была образована новая великая жупа — Лашва-Рама, впоследствии переименованная в Лашва-Плива.
5 декабря 1944 года по причине ведения активных военных действий и присутствия враждебных вооружённых сил на территории региона административный центр великой жупы был перенесён из Травника в Зеницу.